# Turgesius Island
Turgesius Island (Iers: Inis Thuresius) is een Iers eiland in Lough Lene in het graafschap County Westmeath. Het is het grootste van de drie eilanden in het meer en is tegenwoordig onbewoond. Het eiland is vernoemd naar de in 845 gestorven Viking Turgesius.